# 源致方
源 致方（みなもと の むねかた）は、平安時代中期の貴族・歌人。宇多源氏、左大臣・源重信の長男。官位は正四位下・右大弁。

## 経歴
円融朝の天延2年（974年）に右衛門佐に任ぜられる。天延4年（976年）従五位上・右少弁に叙任されると、貞元2年（977年）五位蔵人、天元2年（979年）右中弁、天元3年（980年）従四位下、天元4年（981年）権左中弁、寛和2年（986年）左中弁と、弁官に蔵人を兼ねて順調に昇進した。
一条朝初頭の永延元年（987年）に右大弁に昇任するが、公卿昇進を目前にして永延3年（989年）3月父に先立って急逝した。享年39。最終官位は右大弁正四位下。
歌人として活動し、『拾遺和歌集』には藤原実資との連歌、『安法法師集』にも致方の和歌が載せられている。また、日記『致方記』があったが散逸。

## 官歴
- 時期不詳：侍従[1]
- 安和3年（970年） 正月5日：右馬助[1]
- 天延2年（974年）11月1日：右衛門佐[2]
- 天延4年（976年） 5月：右少弁。日付不詳：従五位上
- 貞元2年（977年） 2月9日：五位蔵人[3]
- 天元元年（978年） 日付不詳：見正五位下[4]
- 天元2年（979年） 2月5日：昇殿。12月2日：右中弁[1]
- 天元3年（980年） 正月4日：従四位下[3]
- 天元4年（981年） 4月3日：権左中弁[1]。日付不詳：東大寺俗別当弁
- 寛和2年（986年） 日付不詳：左中弁[5]
- 永延元年（987年） 11月11日：右大弁[5]
- 永延3年（989年） 3月19日：卒去（右大弁正四位下）[6]

## 系譜
- 父：源重信（922-995）
- 母：藤原朝忠の娘
- 妻：藤原伊尹の四女 - 前藤原忠君室